# Kenneth A. Evans

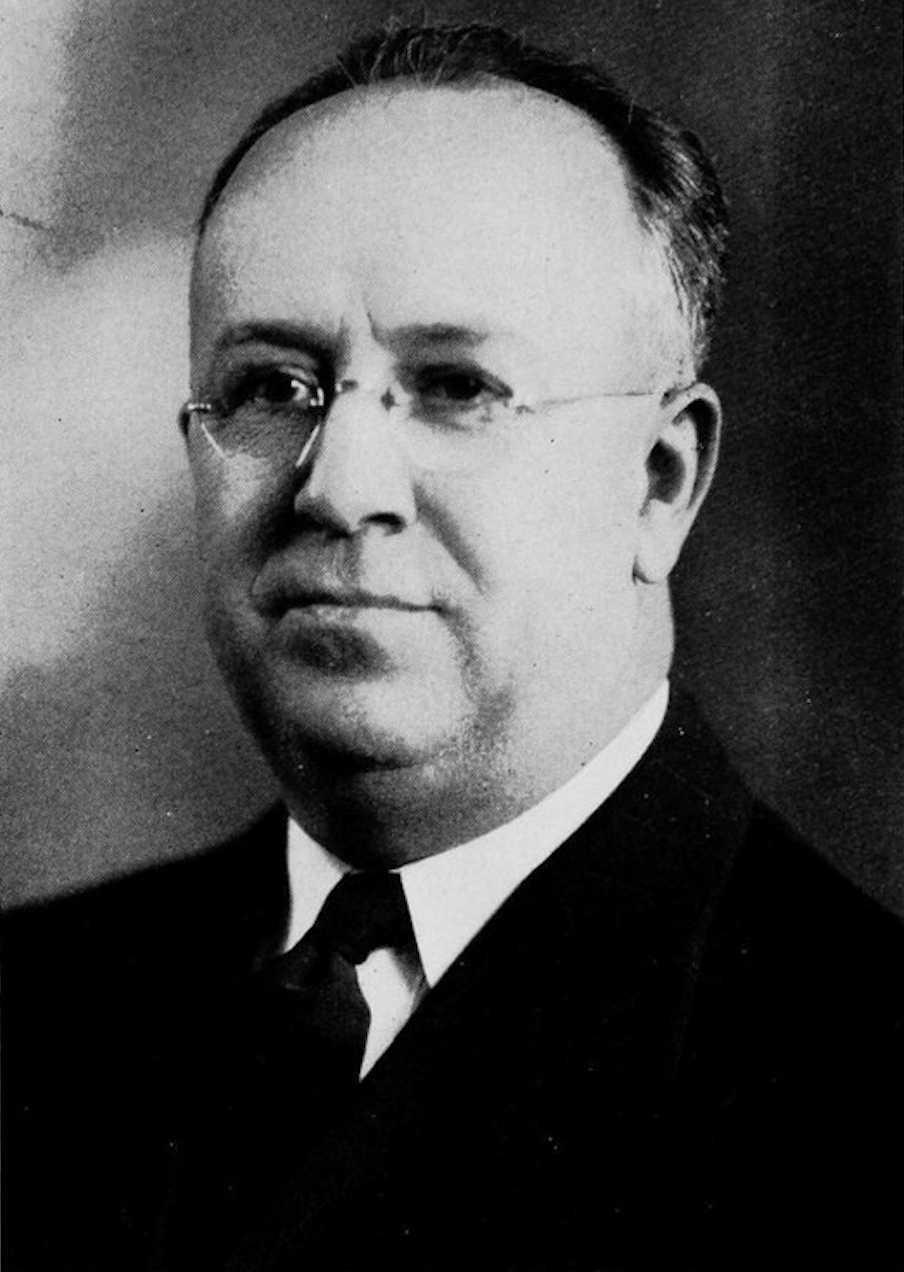
Evans im Jahre 1949

Kenneth A. Evans (* 9. November 1898 in Emerson, Mills County, Iowa; † 11. Dezember 1970 in Red Oak, Iowa) war ein US-amerikanischer Politiker. Zwischen 1945 und 1951 war er Vizegouverneur des Bundesstaates Iowa.

## Werdegang
Kenneth Evans besuchte die öffentlichen Schulen seiner Heimat, die St. James School in Faribault (Minnesota) und die Mercersburg Academy in Pennsylvania. Außerdem studierte er an der University of Illinois. Später arbeitete er in Iowa und Nebraska auf Farmen und im Farmmanagement. Er war auch Direktor bei einer Lebensversicherung. Während des Ersten Weltkrieges diente er in den amerikanischen Streitkräften. Politisch schloss er sich der Republikanischen Partei an. Zwei Jahre lang war er deren Bezirksvorsitzender im Montgomery County. Dem Gemeinderat von Emerson gehörte er über zehn Jahre an. Zwischen 1937 und 1944 saß er im Senat von Iowa.
1944 wurde Evans an der Seite von Robert D. Blue zum Vizegouverneur von Iowa gewählt. Dieses Amt bekleidete er zwischen 1945 und 1951. Dabei war er Stellvertreter des Gouverneurs und Vorsitzender des Staatssenats. Seit 1949 diente er unter dem neuen Gouverneur William S. Beardsley. Er starb am 11. Dezember 1970 in Red Oak und wurde in Emerson beigesetzt.